# Basílica de la Visitación de Nuestra Señora (Werl)
La basílica de la Visitación de Nuestra Señora (en alemán: Wallfahrtsbasilika Mariä Heimsuchung) es una iglesia católica situada en Werl, Alemania que fue declarada basílica menor en 1953. Está dedicada a la Visitación de María.
La iglesia fue construida en 1904-1906 según los planos del arquitecto en jefe de la diócesis de Münster, Wilhelm-Sunder Plaßmann en estilo neorrománico. El templo alberga la estatua piadosa de la Virgen de Werle, también llamado afflictorum Consolatrix (Consuelo de los afligidos), que data del siglo XII.

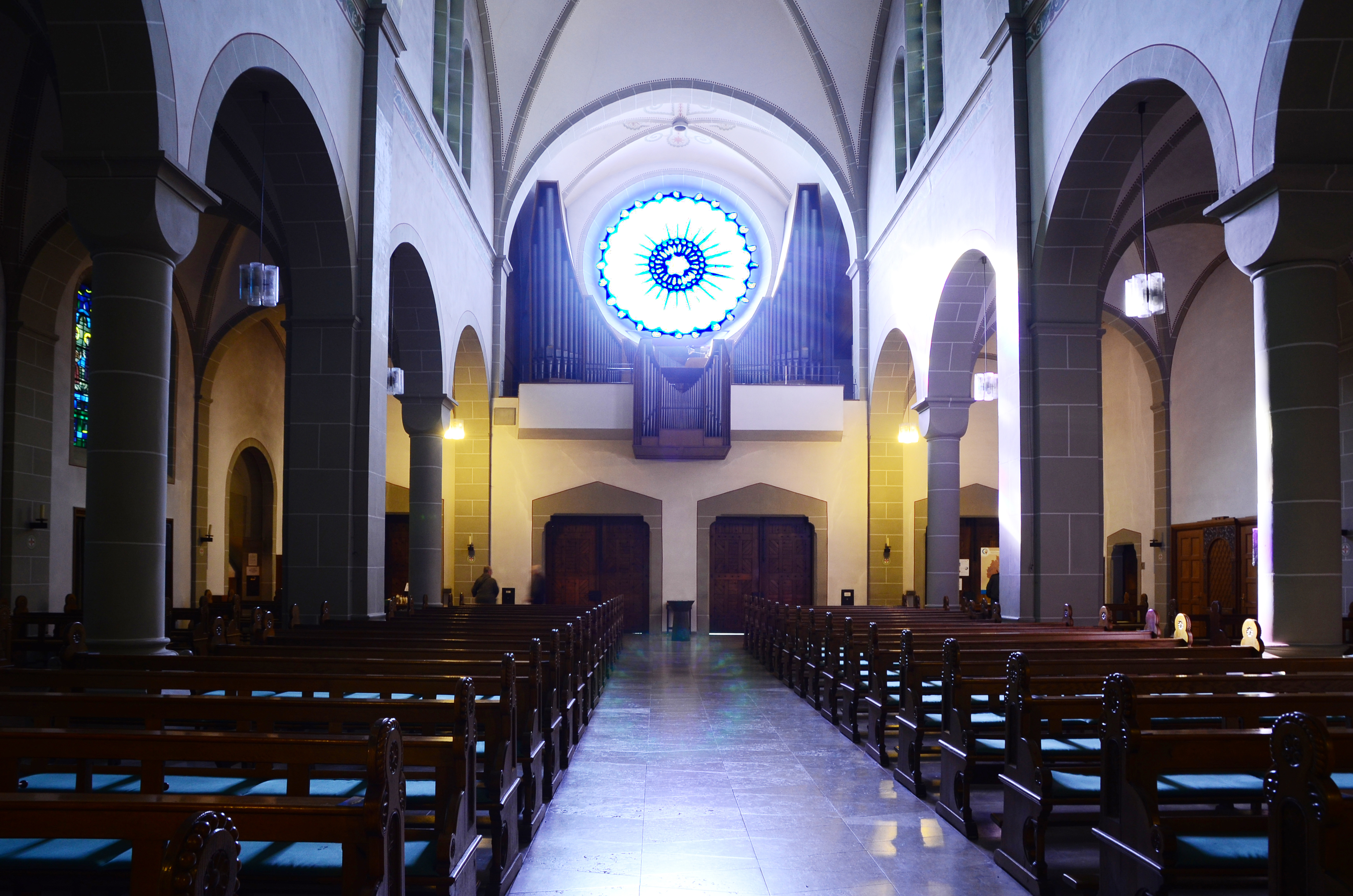
Vista interior

La consagración de la iglesia se llevó a cabo el 24 de mayo de 1911 por el obispo de Paderborn, monseñor Schulte. Justo al lado de la basílica esta la iglesia de peregrinación, construido por el convento capuchino de Werle a finales del siglo XVIII que se había vuelto demasiado pequeña para las peregrinaciones.
Los franciscanos de Werl desde 1848 son los guardianes de la iglesia de la peregrinación y la Basílica de la Visitación. Su convento reconstruido en el siglo XIX está al lado.
La basílica ha sido restaurada en varias ocasiones durante el siglo XXy especialmente en el período 2002-2003.